# Maschera nera (film)
Maschera nera è un film del 1952 diretto da Filippo Walter Ratti.

## Produzione
Prodotto dalla R.C.I. (Realizzazioni Cinematografiche Italiane) di Emilio Scacciafratte, il film fu girato nei Stabilimenti della De Paolis in via Tiburtina a Roma.

## Distribuzione
La pellicola è stata distribuita nelle sale cinematografiche italiane il 12 aprile del 1952.

## Incassi
Incasso accertato sino a tutto il 31 marzo 1959 £ 104.695.565